# Выя (приток Туртаса)
Выя — река в Тюменской области России.
Протекает в западном направлении по территории Уватского района. Берёт начало в заболоченной местности западнее Больших Карасьих озёр. Впадает в реку Туртас в 11 км от её устья по правому берегу.
Ширина в нижнем течении — 14—25 метров, глубина — 1,6 м, дно вязкое, скорость течения — 0,3 м/с. Длина реки составляет 192 км, площадь водосборного бассейна — 1860 км².
Пересекает автодорогу Р404 (Тюмень — Ханты-Мансийск). На правом берегу расположена деревня Березовка.

## Притоки
(расстояние от устья)
- 12 км: река Галема (пр)
- 60 км: река Андакулиха (пр)
- 85 км: река Сон (пр)
- 90 км: река Карагайка (пр)
- 101 км: река Чумбулут (пр)
- 110 км: река Кабачи 1-е (Гыносьева) (пр)
- 137 км: река Кульсынья (Ильдан) (лв)
- 140 км: река Кашлям (пр)
- 163 км: река Эльбан (Долгая) (лв)

## Данные водного реестра
По данным государственного водного реестра России и геоинформационной системы водохозяйственного районирования территории РФ, подготовленной Федеральным агентством водных ресурсов:
- Бассейновый округ — Иртышский
- Речной бассейн — Иртыш
- Речной подбассейн — Иртыш на участке от Тобола до Оби
- Водохозяйственный участок — Иртыш от впадения реки Тобол до города Ханты-Мансийска (выше) без реки Конды

## Топографические карты
- Лист карты O-42-30 Уват. Масштаб: 1 : 100 000. Состояние местности на 1967 год. Издание 1978 г.
- Лист карты O-42-31 Выйский. Масштаб: 1 : 100 000. Состояние местности на 1978 год. Издание 1980 г.